# The Unnamed Feeling
The Unnamed Feeling è un singolo del gruppo musicale statunitense Metallica, pubblicato il 12 gennaio 2004 come terzo estratto dall'ottavo album in studio St. Anger.

## Descrizione
Nona traccia di St. Anger, The Unnamed Feeling parla di un "sentimento innominato" che una persona avverte quando subisce un torto e perde il controllo. Il brano, come gran parte dell'album, presenta forti sonorità alternative e nu metal.

## Pubblicazione
The Unnamed Feeling è stato pubblicato nel mese di gennaio 2004 nei formati CD e 7" per il mercato internazionale. Nel Regno Unito è stato pubblicato al posto del singolo un EP contenente tutte le b-side pubblicate nei singoli destinati al mercato internazionale.
Nel periodo di pubblicazione del singolo, i Metallica lanciarono anche un concorso in cui i fan erano invitati a creare una copertina per l'edizione destinata al mercato australiano, la quale avrebbe contenuto come b-side alcune tracce tratte dal primo concerto tenuto dal gruppo al Big Day Out 2004. Il disegno vincitore, ad opera del fan Louis Claveria, mostra un ritratto isolato di un cuore nero dai contorni bianchi su sfondo oscuro.

## Video musicale
Il video, diretto dai Malloys e girato a Los Angeles il 15 ottobre 2003, venne diffuso il 3 dicembre dello stesso anno. Esso mostra il gruppo in una stanza apparentemente vuota, che si chiude gradualmente nel corso della canzone. Nello stesso tempo si susseguono sequenze di una storia visuale, su di un uomo che prova il sentimento del titolo.

## Tracce
CD singolo – parte 1 (Germania), download digitale
1. The Unnamed Feeling – 7:09 (James Hetfield, Lars Ulrich, Kirk Hammett, Bob Rock)
2. The Four Horsemen (Live at Le Bataclan, Paris, 2003) – 5:29 (James Hetfield, Lars Ulrich, Dave Mustaine)
3. Damage, Inc. (Live at Le Bataclan, Paris, 2003) – 4:59 (James Hetfield, Lars Ulrich, Cliff Burton, Kirk Hammett)
4. The Unnamed Feeling (CDROM Video) – 5:30 (James Hetfield, Lars Ulrich, Kirk Hammett, Bob Rock)

CD singolo – parte 2 (Germania), download digitale
1. The Unnamed Feeling – 7:08 (James Hetfield, Lars Ulrich, Kirk Hammett, Bob Rock)
2. Hit the Lights (Live at Le Trabendo, Paris, 2003) – 4:06 (James Hetfield, Lars Ulrich)
3. Ride the Lightning (Live at Le Bataclan, Paris, 2003) – 7:29 (James Hetfield, Lars Ulrich, Cliff Burton, Dave Mustaine)
4. Motorbreath (Live at Le Boule Noire, Paris, 2003) – 3:11 (James Hetfield)

CD singolo – cardsleeve (Germania), download digitale
1. The Unnamed Feeling – 7:08 (James Hetfield, Lars Ulrich, Kirk Hammett, Bob Rock)
2. Frantic (Unkle Reconstruction - Artificial Confidence) – 6:50

12" (Regno Unito)
- Lato A

1. The Unnamed Feeling – 7:08 (James Hetfield, Lars Ulrich, Kirk Hammett, Bob Rock)

- Lato B

1. Leper Messiah (Live) – 5:55 (James Hetfield, Lars Ulrich)

CD singolo (Australia)
1. The Unnamed Feeling – 7:11 (James Hetfield, Lars Ulrich, Kirk Hammett, Bob Rock)
2. Dirty Window (Live at the Big Day Out, Gold Coast, 2004) – 5:31 (James Hetfield, Lars Ulrich, Kirk Hammett, Bob Rock)
3. Master of Puppets (Live at the Big Day Out, Gold Coast, 2004) – 8:32 (James Hetfield, Lars Ulrich, Cliff Burton, Kirk Hammett)
4. Battery (Live at the Big Day Out, Gold Coast, 2004) – 5:42 (James Hetfield, Lars Ulrich)

CD singolo (Regno Unito) – The Unnamed Feeling E.P.
1. The Unnamed Feeling – 7:09 (James Hetfield, Lars Ulrich, Kirk Hammett, Bob Rock)
2. The Four Horsemen (Live) – 5:29 (James Hetfield, Lars Ulrich, Dave Mustaine)
3. Damage, Inc. (Live) – 4:58 (James Hetfield, Lars Ulrich, Cliff Burton, Kirk Hammett)
4. Leper Messiah (Live) – 6:23 (James Hetfield, Lars Ulrich)
5. Motorbreath (Live) – 3:12 (James Hetfield)
6. Ride the Lightning (Live) – 7:30 (James Hetfield, Lars Ulrich, Cliff Burton, Dave Mustaine)
7. Hit the Lights (Live) – 4:08 (James Hetfield, Lars Ulrich)
8. The Unnamed Feeling (CDROM Video) – 5:30 (James Hetfield, Lars Ulrich, Kirk Hammett, Bob Rock)

## Formazione
Hanno partecipato alle registrazioni, secondo le note di copertina di St. Anger:
Gruppo
- James Hetfield – voce, chitarra
- Lars Ulrich – batteria
- Kirk Hammett – chitarra

Altri musicisti
- Bob Rock – basso

Produzione
- Bob Rock – produzione, registrazione, missaggio
- Metallica – produzione
- Mike Gillies – assistenza tecnica, montaggio digitale
- Eric Helmkamp – assistenza tecnica
- Vlado Miller – mastering

## Classifiche
| Classifica (2004)             | Posizione massima |
| ----------------------------- | ----------------- |
| Australia                     | 23                |
| Austria                       | 42                |
| Belgio (Fiandre)              | 61                |
| Danimarca                     | 3                 |
| Finlandia                     | 2                 |
| Francia                       | 60                |
| Germania                      | 24                |
| Italia                        | 10                |
| Norvegia                      | 10                |
| Paesi Bassi                   | 20                |
| Regno Unito                   | 42                |
| Spagna                        | 1                 |
| Stati Uniti (mainstream rock) | 28                |
| Svezia                        | 37                |
| Svizzera                      | 47                |